# Giwog

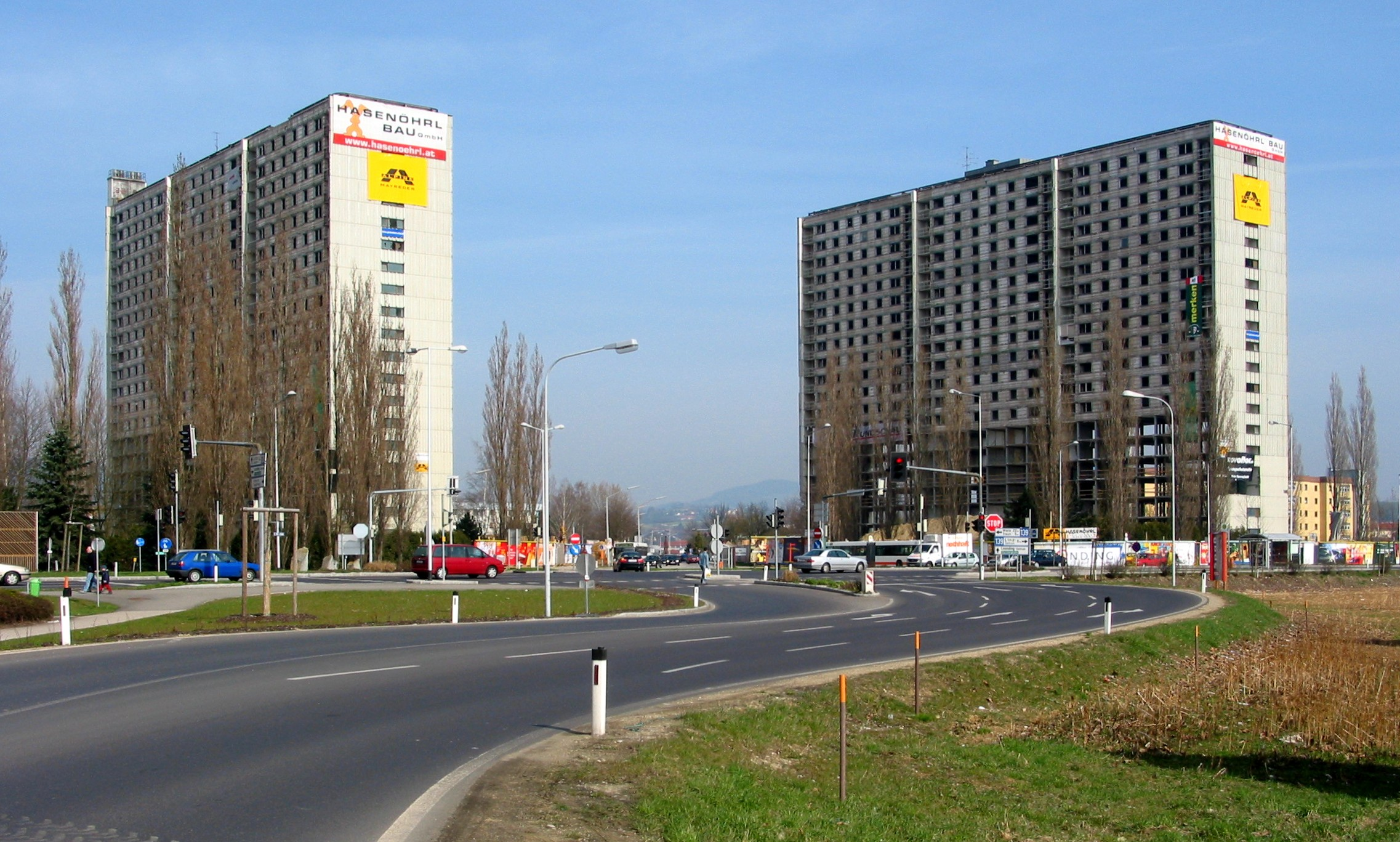
Die von der Giwog errichteten und 2003 gesprengten Hochhäuser am Harter Plateau in Leonding

Die GIWOG | Gemeinnützige Industrie- Wohnungsaktiengesellschaft (kurz: Giwog) ist ein im Jahr 1948 gegründetes Wohnungsunternehmen mit Sitz in Leonding. Die GIWOG verwaltete im Jahr 2021 12.134 Wohnungseinheiten in ganz Österreich (26.396 in gesamten der GIWOG-Gruppe). 2023 erwirtschaftete sie 153 Millionen Euro. Der Neubau und die Verwaltung von Wohnraum, vorrangig Mietwohnungen, sind die Hauptgeschäftsfelder des Unternehmens.
Das Unternehmen wurde 1948 als Tochtergesellschaft der VOEST gegründet und ist heute Mitglied des österreichischen Verbands gemeinnütziger Bauvereinigungen. Zur GIWOG-Gruppe gehören zudem die gemeinnützigen Wohnbaugesellschaften GEMYSAG in Kapfenberg und SCHWARZATAL in Wien.